# Palinovec
Palinovec (mađ.: Alsópálfa) je naselje u Republici Hrvatskoj, u sastavu Općine Donji Kraljevec, Međimurska županija. 

## Stanovništvo
Prema popisu stanovništva iz 2001. godine, naselje je imalo 792 stanovnika te 228 obiteljskih kućanstava.
| broj stanovnika | 480   | 583   | 659   | 702   | 764   | 869   | 931   | 1037  | 1089  | 1057  | 1046  | 973   | 908   | 895   | 792   | 712   | 630   |
|                 | 1857. | 1869. | 1880. | 1890. | 1900. | 1910. | 1921. | 1931. | 1948. | 1953. | 1961. | 1971. | 1981. | 1991. | 2001. | 2011. | 2021. |

## Poznate osobe
- Đuro Horvat,  hrvatski politički emigrant i revolucionar

1. ↑  Registar prostornih jedinica Državne geodetske uprave Republike Hrvatske. Wikidata Q119585703
2. ↑  Popis stanovništva, kućanstava i stanova 2021. – stanovništvo prema starosti i spolu po naseljima (hrvatski i engleski). Državni zavod za statistiku. 22. rujna 2022. Wikidata Q118496886
3. ↑  Naselje i odredišni poštanski ured. Hrvatska pošta. Pristupljeno 3. siječnja 2022.
4. ↑  Popis stanovništva 2001., www.dzs.hr
5. ↑  Kućanstva prema obiteljskom sastavu i obiteljska kućanstva prema broju članova, Popis 2001., www.dzs.hr